# Sueco da Finlândia

Municípios da Finlândia com o sueco como uma língua oficial:
municípios monolíngues em finlandês
municípios bilíngues com maioria em finlandês
municípios bilíngues com maioria em sueco
municípios monolíngues (92-94%) em sueco
municípios bilíngues com maioria finlandesa e minoria lapónica
Nota: Mais de 17.000 suecófonos finlandeses vivem em municípios oficialmente monolíngues em finlandês e, portanto, não representados no mapa.

Bandeira dos Finlandeses de língua sueca

O Sueco da Finlândia (em sueco: finlandssvenska) é a variante da língua sueca falada como língua materna e oficial por cerca de 5% da população da Finlândia (285 000 pessoas) - os Sueco-Finlandeses.
Nas ilhas de Åland, pertencentes à Finlândia, os suecófonos atingem os 92% (25 000 pessoas), mas a variante da língua sueca falada nesse arquipélago está mais próxima dos dialetos da província sueca da Uppland.
O estatuto de língua oficial para o sueco em pé de igualdade com o finlandês está garantido pela constituição da Finlândia e por vários tratados internacionais.
O Sueco da Finlândia segue a mesma norma ortográfica que o Sueco da Suécia.
O Partido Popular Sueco tem sido o interlocutor dos suecófonos da Finlândia, tendo estado presente na maior parte das constelações governamentais.
Em 2019, a Finlândia contava com 311 municípios, dos quais:
- 262 eram monolíngues finlandeses.
- 33 eram bilingues.
- 16 eram monolíngues suecos.

## Localidades finlandesas com mais suecófonos
1. Helsínquia (35 451)
2. Espoo (20 000)
3. Porvoo (15 309)
4. Vaasa (14 344)
5. Korsholm (12 192)
6. Ekenäs (11 962)
7. Jakobstad (10 818)
8. Pedersöre (9 376)
9. Turku (9 040)
10. Närpes (8 884)
11. Sipoo (7 413)
12. Nykarleby (6 682)
13. Pargas (6 538)
14. Kokkola (6 440)
15. Kirkkonummi (6 265)
16. Vantaa (5 917)
17. Kronoby (5 822)
18. Karis (5 367)
19. Malax (4 977)
20. Kristinestad (4 542)

E ainda os município da Região Autónoma das Ilhas de Åland, onde apenas o sueco é língua oficial. Dos quais os maiores são:
1. Mariehamn (9 673)
2. Jomala (3 233)
3. Finström (2 226)